# Bezvýznamný muž
Bezvýznamný muž (v originále A Man of No Importance) je irsko-britský hraný film z roku 1994, který režíroval Suri Krishnamma. Film se odehrává v Dublinu v roce 1963 a zachycuje osudy osamělého muže. Snímek měl světovou premiéru na Mezinárodním filmovém festivalu v Torontu dne 10. září 1994.

## Děj
Alfred Byrne pracuje jako průvodčí autobusové společnosti v Dublinu. Bydlí se svou sestrou Lily, která by byla ráda, kdyby se už Alfred konečně oženil. Alfredovým koníčkem je recitování básní cestujícím v autobusu a také uvádění her Oscara Wildea v místním kostele sv. Imeldy ochotnickým spolkem. Jak je důležité míti Filipa před pár lety moc neuspělo, ale nyní se chystá na Salome. V autobusu proto osloví dívku Adele, zda by nehrála hlavní roli. Alfred je tajně zamilovaný do svého kolegy, mladého řidiče autobusu Robbieho. Začínají zkoušky na novou hru. Alfred pouze naznačí farářovi Kennymu, že námětem je biblický příběh stětí sv. Jana Křtitele, aby kněz neměl námitky proti uvedení hry v kostele. Řezník Carney má hrát krále Heroda, ale po přečtení scénáře odmítá ve hře jako bohabojný katolík hrát, neboť ji považuje za obscénní. Spolu s Lily se snaží ochránit Alfreda před negativním působením knih a poezie. Když Carney zjistí, že svobodná Adele je těhotná, hra je zrušena a Adele odjíždí do Anglie. Přestože se o Alfredových sklonech následně dozví jeho okolí, většina jej i nadále uznává jako dobrého člověka.

## Obsazení
| Albert Finney    | Alfred Byrne         |
| Brenda Fricker   | Lily Byrne           |
| Michael Gambon   | Ivor J. Carney       |
| David Kelly      | Baldy                |
| Tara FitzGerald  | Adele Rice           |
| Rufus Sewell     | Robbie Fay           |
| Patrick Malahide | revizor Carson       |
| Mick Lally       | farář Ignatius Kenny |
| Anna Manahan     | paní Grace           |
| Joe Pilkington   | Ernie Lally          |
| Brendan Conroy   | Rasher Flynn         |